# Walter Werres
Walter Werres (* 13. Februar 1929 in Breyell; † 15. Februar 2012 in Münster) war ein deutscher Erziehungswissenschaftler. Er wurde vor allem bekannt in der empirischen Unterrichtsforschung.

## Leben
Walter Werres wurde am 13. Februar 1929 in Breyell/Rheinland geboren. Nach einem Lehramtsstudium war er von 1955 bis 1962 als Lehrer an Volksschulen tätig. Seine weiteren Studien der Pädagogik, Psychologie, Soziologie und Philosophie beschloss er 1966 an der Universität Münster mit einer Promotion. 1975 habilitierte er sich und erhielt die Lehrbefugnis für Erziehungswissenschaft – Schulpädagogik/Allgemeine Didaktik. Ab 1980 war er Professor am Institut für Schul- und Unterrichtsforschung des Fachbereichs Erziehungswissenschaft.

## Leistungen
Walter Werres hat sich nach einem Lehramtsstudium sowie nach Studien der Pädagogik, Psychologie, Soziologie und Philosophie insbesondere der empirischen Unterrichtsforschung gewidmet. Er war Leiter des Arbeitsbereichs für die Hauptschule und Mitveranstalter der Mobilen Lernwerkstatt Münster.

## Schriften
- Die sozialgeschichtliche Begründung der modernen Landschule in Deutschland. Dissertation, Westfälische Wilhelms-Universität Münster 1966.
- Empirische Erziehungswissenschaft in ihrer Bedeutung für die Theorie des Unterrichts (= Neue pädagogische Bemühungen, Band 69). Neue Deutsche Schule Verlagsgesellschaft, Essen 1975, ISBN 3-87964-210-9.
- mit Wilhelm Wittenbruch: Schulpraktikum – Untersuchungen zu schulpraktischen Studien an der Westfälischen Wilhelms-Universität Münster. Zentrum für Pädagogische Berufspraxis, Oldenburg 1986, ISBN 3-8142-0176-0.
- Schüler in Schule und Unterricht. Berichte und Untersuchungsverfahren (= Studien zur Pädagogik der Schule, Band 23). Verlag Peter Lang, Frankfurt am Main 1996, ISBN 3-631-49915-9.